# WTA Rio de Janeiro
Das WTA Rio de Janeiro (offiziell: Rio Open) war ein Damen-Tennisturnier der WTA Tour, das im Februar 2014 erneut in der Stadt Rio de Janeiro in Brasilien ausgetragen wurde. Schon einmal 1984 wurde ein WTA-Turnier in Rio de Janeiro ausgetragen, unter dem Namen Santista Textile Open. 
Im April 2012 wurde die Lizenz des WTA-Turniers von Memphis an IMX, einem Joint-Venture zwischen der EBX-Group und IMG, verkauft und das Turnier seit der Saison 2014 nach Rio de Janeiro verlegt. Ausgetragen wurde es im Brazilian Jockey Club. Wie schon im Memphis fand auch in Rio gleichzeitig ein Turnier der ATP World Tour und der WTA Tour statt.

## Siegerliste

### Einzel
| Jahr                            | Siegerin            | Finalgegnerin             | Ergebnis      |
| ------------------------------- | ------------------- | ------------------------- | ------------- |
| 1984                            | Sandra Cecchini     | Adriana Villagrán         | 6:3, 6:3      |
| 1985 bis 2013: keine Austragung |                     |                           |               |
| ↓ Kategorie: International ↓    |                     |                           |               |
| 2014                            | Kurumi Nara         | Klára Zakopalová          | 6:1, 4:6, 6:1 |
| 2015                            | Sara Errani         | Anna Karolína Schmiedlová | 7:62, 6:1     |
| 2016                            | Francesca Schiavone | Shelby Rogers             | 2:6, 6:2, 6:2 |

### Doppel
| Jahr                            | Siegerinnen                          | Finalgegnerinnen                   | Ergebnis      |
| ------------------------------- | ------------------------------------ | ---------------------------------- | ------------- |
| 1984                            | Jill Hetherington Hélène Pelletier   | Penny Barg Kylie Copeland          | 6:3, 2:6, 7:6 |
| 1985 bis 2013: keine Austragung |                                      |                                    |               |
| ↓ Kategorie: International ↓    |                                      |                                    |               |
| 2014                            | Irina-Camelia Begu María Irigoyen    | Johanna Larsson Chanelle Scheepers | 6:2, 6:0      |
| 2015                            | Ysaline Bonaventure Rebecca Peterson | Irina-Camelia Begu María Irigoyen  | 3:0, Aufgabe  |
| 2016                            | Verónica Cepede Royg María Irigoyen  | Tara Moore Conny Perrin            | 6:1, 7:65     |